# Na kamenci (Krkonošské podhůří)
Na kamenci, též Kamenec je kopec mezi Jabloncem nad Jizerou a Vysokým nad Jizerou. Obtéká ho ze severu Sklenařický a z jihu Tříčský potok a dosahuje nadmořské výšky 688 m.

## Název
Název pochází pravděpodobně od pojmenování severní strany kopce (jablonecké). Kdysi se zde, stejně jako na ostatních jabloneckých svazích, rozprostírala pole, v tomto případě velmi neúrodná a kamenitá s malým množstvím slunečního záření. Zemědělci vybírali kameny z polí a stavěli z nich hromady a zídky na okrajích polí. Podle těchto útvarů, které jsou dodnes na stráních k nalezení, dostal kopec své jméno.

## Turismus
Dnes se přírodních podmínek naopak využívá. Na jablonecké straně kopce stojí lyžařský areál, který je proslaven nejdelší zimní sezónou mezi vleky s podobnou nadmořskou výškou.